# Chan Sau Ying
Chan Sau Ying (tên tiếng Trung: 陳秀英; sinh ngày 30 tháng 8 năm 1970), còn được biết đến với tên Wanet Chan, là một vận động viên người Hồng Kông đã giải nghệ, thi đấu nội dung 100 mét vượt rào. Bà đại diện cho Hồng Kông tham dự Thế vận hội Mùa hè 1992 và 1996, cũng như ba Giải vô địch điền kinh ngoài trời thế giới và hai Giải vô địch điền kinh trong nhà thế giới.
Bà cũng là người cầm cờ cho Hồng Kông trong buổi lễ khai mạc của Thế vận hội Mùa hè 1996.
Kỷ lục cá nhân của bà là 13,14 giây trong môn 100 mét vượt rào (tại Walnut, Iowa vào năm 1994) và 8,32 giây trong nội dung 60 mét vượt rào (tại Montréal vào năm 1994). Cả hai kỷ lục này vẫn còn đang nắm giữ là kỷ lục của Hồng Kông.
Bà thi đấu cho Trường Cao đẳng San Antonio, nơi bà đã giành chiến thắng trong nội dung bảy môn phối hợp vào năm 1993 của Hiệp hội Thể thao Trường Cao đẳng Cộng đồng California, và tại Đại học Nam California. Năm 1994, bà giành huy chương vàng trong bộ môn vượt rào tại Mt. SAC Relays với thời gian 13,14 giây. Bà xếp thứ tư chung cuộc tại trận chung kết NCAA Division I cùng năm đó với thành tích là 13,34 giây. Bà lặp lại vị trí đó tại trận chung kết của NCAA vào năm 1995, với thành tích là 13,32 giây.

## Các giải đấu quốc tế
| Năm                    | Giải đấu                                                   | Địa điểm                | Thứ hạng | Nội dung       | Chú thích |
| ---------------------- | ---------------------------------------------------------- | ----------------------- | -------- | -------------- | --------- |
| Đại diện cho Hồng Kông |                                                            |                         |          |                |           |
| 1988                   | Giải vô địch điền kinh trẻ thế giới 1988                   | Greater Sudbury, Canada | 26       | 100 m vượt rào | 15.09     |
| 1988                   | Giải vô địch điền kinh trẻ châu Á 1988                     | Singapore               | 3        | 100 m vượt rào | 14.46     |
| 1990                   | Điền kinh tại Đại hội thể thao châu Á 1990                 | Bắc Kinh, Trung Quốc    | 4        | 100 m vượt rào | 13.82     |
| 1990                   | Điền kinh tại Đại hội Thể thao Khối Thịnh vượng chung 1990 | Auckland, New Zealand   | 12       | 100 m vượt rào | 14.06     |
| 1992                   | Điền kinh tại Thế vận hội Mùa hè 1992                      | Barcelona, Tây Ban Nha  | 32       | 100 m vượt rào | 13.88     |
| 1993                   | Giải vô địch điền kinh trong nhà thế giới 1993             | Toronto, Canada         | 23       | 60 m vượt rào  | 8.32      |
| 1993                   | Điền kinh tại Đại hội Thể thao Đông Á 1993                 | Thượng Hải, Trung Quốc  | 3        | 100 m vượt rào | 13.35     |
| 1993                   | Giải vô địch điền kinh thế giới 1993                       | Stuttgart, Đức          | 30       | 100 m vượt rào | 13.50     |
| 1994                   | Điền kinh tại Đại hội Thể thao Khối thịnh vượng chung 1994 | Victoria, Canada        | 10       | 100 m vượt rào | 13.94     |
| 1994                   | Điền kinh tại Đại hội Thể thao châu Á 1994                 | Hiroshima, Nhật Bản     | 5        | 100 m vượt rào | 13.59     |
| 1995                   | Điền kinh tại Đại hội Thể thao Thái Bình Dương             | Cali, Colombia          | 1        | 100 m vượt rào | 13.37     |
| 1995                   | Giải vô địch điền kinh trong nhà trong nhà thế giới 1995   | Barcelona, Tây Ban Nha  | 27       | 60 m vượt rào  | 8.46      |
| 1995                   | Giải vô địch điền kinh thế giới 1995                       | Gothenburg, Thụy Điển   | 28       | 100 m vượt rào | 13.53     |
| 1995                   | Điền kinh tại Đại hội Thể thao Sinh viên Thế giới 1995     | Fukuoka, Nhật Bản       | 20       | 100 m vượt rào | 13.96     |
| 1996                   | Điền kinh tại Thế vận hội Mùa hè 1996                      | Atlanta, Hoa Kỳ         | 38       | 100 m vượt rào | 13.63     |
| 1997                   | Điền kinh tại Đại hội Thể thao Đông Á 1997                 | Busan, Hàn Quốc         | 2        | 100 m vượt rào | 13.29     |
| Đại diện cho Hồng Kông |                                                            |                         |          |                |           |
| 1998                   | Điền kinh tại Đại hội Thể thao châu Á 1998                 | Bangkok, Thái Lan       | 6        | 100 m vượt rào | 13.56     |
| 1999                   | Giải vô địch điền kinh thế giới 1999                       | Seville, Tây Ban Nha    | 36       | 100 m vượt rào | 13.54     |